# Policlínico Cíes
El Policlínico Cíes fue un pequeño hospital de titularidad pública situado en Vigo. Formaba parte del Complejo Hospitalario Universitario de Vigo hasta su cierre en 2015.
Desde 2023 se están llevando a cabo obras de reforma en el inmueble para convertirlo en un centro asistencial de Ibermutua.

## Diseño y características
Fue construido en 1967 según el proyecto del arquitecto Xosé Bar Boo, con un diseño circular en su día muy innovador. En el año 2006, se le añadió un anexo de un estilo completamente distinto. En 2020 fue adquirido por Ibermutua Gallega para reconvertirlo en un centro integral de servicios asistenciales y administrativos.
Es un edificio de seis plantas que estaba dedicado a consultas externas de atención especializada y también a operaciones quirúrgicas de ciclo rápido, es decir, que normalmente no requerían hospitalización.